# Munda renschi
Munda renschi är en insektsart som beskrevs av Andrej Vasiljevitj Gorochov 2007. Munda renschi ingår i släktet Munda och familjen syrsor. Inga underarter finns listade i Catalogue of Life.